# Гуторов Михайло Капітонович
Михайло Капітонович Гуторов (нар. 22 листопада 1897, селище Юрівка Мелітопольського повіту Таврійської губернії, тепер Запорізької області — ?) — радянський діяч, народний комісар (міністр) легкої промисловості Української РСР.

## Біографія
З 1916 по 1917 рік служив у російській армії.
З 1918 по 1921 рік — у Червоній армії, учасник громадянської війни в Росії. У травні 1920 року закінчив 1-і Московські кулеметні курси РСЧА.
Член РКП(б) з 1919 року.
Перебував на відповідальній радянській роботі.
З квітня 1939 року — заступник народного комісара легкої промисловості Української РСР.
28 травня 1940 — 31 січня 1949 року — народний комісар (з 1946 року — міністр) легкої промисловості Української РСР.
У лютому 1949 — січні 1952 року — заступник міністра легкої промисловості Української РСР.
На 1953 рік — начальник виробничо-заготівельного тресту «Головвторчормет».
На 1969 рік — персональний пенсіонер.

## Нагороди
- орден Трудового Червоного Прапора (23.01.1948)
- орден «Знак Пошани»
- орден Червоної Зірки (22.01.1944)
- медаль «За оборону Сталінграда»
- медаль «За перемогу над Німеччиною у Великій Вітчизняній війні 1941—1945 рр.»
- медалі